# Sambische Fußballnationalmannschaft der Frauen
Die sambische Fußballnationalmannschaft der Frauen ist die Frauenfußballnationalelf des südafrikanischen Landes Sambia.
Sambia nahm erstmals an der inoffiziellen Fußball-Afrikameisterschaft der Frauen 1995 teil, nachdem die Mannschaft zur Fußball-Afrikameisterschaft der Frauen 1991 nicht angetreten war. Allerdings schied sie nach zwei Niederlagen gegen Südafrika (3:5 und 2:6) sofort wieder aus. Die sambische Auswahl qualifizierte sich 2014 erstmals für eine anerkannte Afrikameisterschaft, schied aber in der Vorrunde als Gruppenletzter aus. 2018 wurde zwar das erste Spiel gegen Äquatorialguinea mit 5:0 gewonnen, nach einem 0:4 gegen Rekordsieger Nigeria und einem 1:1 gegen Südafrika reichte es aber nur zum dritten Platz. Im März 2020 qualifizierte sich die Mannschaft für die Olympischen Spiele in Tokio. Nach einer 2:3-Auswärtsniederlage in Kamerun reichte ein 2:1-Heimsieg um aufgrund der Auswärtstorregel das Olympiaticket zu erhalten. Größter Erfolg war der Gewinn der COSAFA Women’s Championship 2022 in Südafrika.
Die höchste Platzierung in der FIFA-Weltrangliste ist seit dem Jahr 2023 der 77. Rang.
Die Mannschaft wird seit 2025 von der Schweizerin Nora Häuptle trainiert.

## Internationale Wettbewerbe

### Olympische Spiele
|  | - 1996: nicht qualifiziert - 2000: nicht teilgenommen - 2004: nicht teilgenommen - 2008: nicht teilgenommen | - 2012: nicht qualifiziert - 2016: nicht qualifiziert - 2020: Vorrunde - 2024: Vorrunde |

### Weltmeisterschaften
| Jahr | Ergebnis                           |
| ---- | ---------------------------------- |
| 1991 | in der Qualifikation zurückgezogen |
| 1995 | nicht qualifiziert                 |
| 1999 | nicht teilgenommen                 |
| 2003 | nicht qualifiziert                 |
| 2007 | nicht qualifiziert                 |
| 2011 | nicht teilgenommen                 |
| 2015 | nicht qualifiziert                 |
| 2019 | nicht qualifiziert                 |
| 2023 | Vorrunde                           |

### Afrikameisterschaften
|  | - 1991: Kampflos für das Halbfinale qualifiziert, dann zurückgezogen - 1995: Im Viertelfinale nach 2 Niederlagen (erste Länderspiele) ausgeschieden - 1998: nicht teilgenommen - 2000: nicht teilgenommen - 2002: In der zweiten Qualifikationsrunde, die kampflos erreicht wurde, ausgeschieden - 2004: nicht teilgenommen - 2006: In der zweiten Qualifikationsrunde, die kampflos erreicht wurde, ausgeschieden - 2008: In der ersten Qualifikationsrunde ausgeschieden - 2010: nicht teilgenommen - 2012: In der ersten Qualifikationsrunde ausgeschieden - 2014: Vorrunde - 2016: In der zweiten Qualifikationsrunde ausgeschieden - 2018: Vorrunde - 2022: 3. Platz - 2025: Viertelfinale |

### COSAFA Women’s Championship
- 2002: 3. Platz
- 2006: 3. Platz
- 2008: unbekannt
- 2011: Gruppenphase
- 2017: 3. Platz
- 2018: 4. Platz
- 2019: 2. Platz
- 2020: Halbfinale
- 2021: 3. Platz
- 2022: 1. Platz
- 2023: 2. Platz

## Kader
Siehe Fußball-Weltmeisterschaft der Frauen 2023/Sambia